# RDS Arena
Die RDS Arena ist ein Rugby- und Fußballstadion in der irischen Hauptstadt Dublin. Sie befindet sich im südlichen Stadtviertel Ballsbridge an der Anglesea Road und ist im Besitz der Royal Dublin Society. Die Anlage, die 18.500 Zuschauern Platz bietet, ist heute in erster Linie die Heimspielstätte des Rugby-Union-Clubs Leinster Rugby. Daneben finden hier auch Pferdesportveranstaltungen, Konzerte und vereinzelt auch Fußballspiele statt.

## Geschichte
Das Stadion wurde ursprünglich für Reitsportveranstaltungen errichtet, insbesondere für die Dublin Horse Show, die dort erstmals 1868 stattfand. Die Royal Dublin Society erwarb das Gelände im Jahr 1879. Die hölzerne Haupttribüne wurde 2006 durch einen modernen Neubau ersetzt, der zwei Jahre später ein Dach erhielt. Es bestehen Pläne, die Zuschauerkapazität des Stadions auf 23.000 zu erhöhen.
Im August 2023 erhielt die Royal Dublin Society die Genehmigung zur Erweiterung der RDS Arena für 50 Mio. Euro auf 21.500 Plätze. Geplant ist der Bau einer neuen Tribüne mit 6775 Sitzplätzen. Es wird geschätzt, dass das erweiterte Stadion über einen Zeitraum von 25 Jahren rund 254 Mio. Euro an zusätzlichen Tourismuseinnahmen bringen würde.

## Veranstaltungen

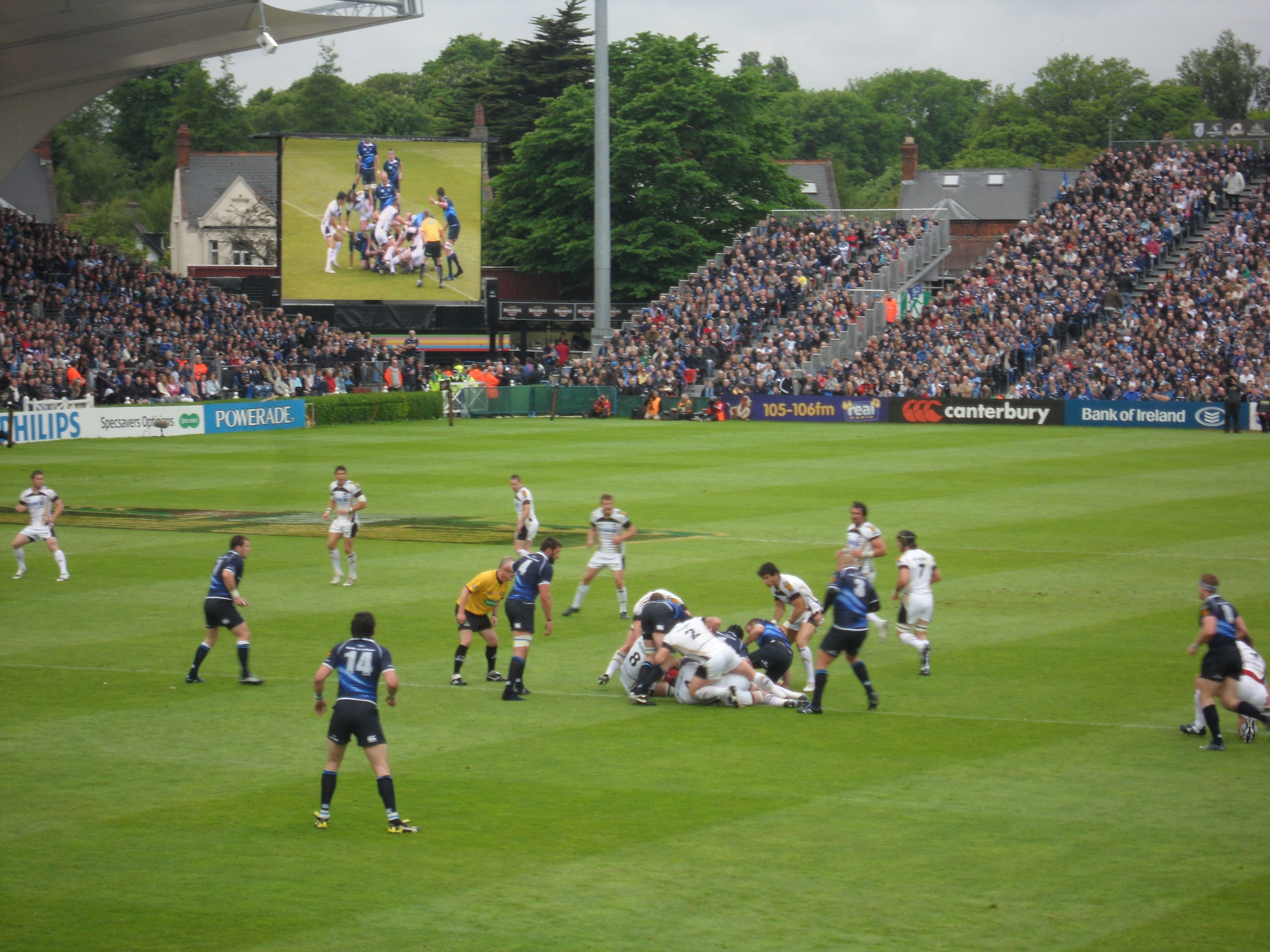
Finale des Magners Cup 2009/10

### Fußball
Von September 1990 bis April 1996 nutzten die Shamrock Rovers die RDS Arena als Heimspielstätte. Das erste Länderspiel fand hier am 19. Februar 1992 statt, als Irland auf Wales traf. Während der U-16-Fußball-Europameisterschaft 1994 war die RDS Arena Austragungsort zweier Gruppenspiele, eines Viertelfinals, des Spiels um Platz drei und des Finals. Während des Umbaus des Aviva Stadium wurden 2007 und 2008 hier die Finalspiele des FAI Cup ausgetragen. Die Mannschaft St Patrick’s Athletic trat hier in der ersten Runde des UEFA-Pokals 2008/09 gegen Hertha BSC an, im Rahmen der UEFA Europa League 2009/10 gegen Steaua Bukarest.

### Rugby Union
Das erste Rugbyspiel in diesem Stadion fand am 15. Oktober 2005 statt, als Leinster Rugby gegen die Cardiff Blues spielte. Es folgten vier weitere Spiele in der Saison 2005/06. In der darauf folgenden Saison wich Leinster Rugby wegen Umbauarbeiten auf andere Spielstätten aus. Seit der Saison 2007/08 ist die RDS Arena die offizielle Heimspielstätte dieser Mannschaft, nachdem ein 20 Jahre gültiger Leasingvertrag unterzeichnet wurde. Die Kapazität des früher genutzten Donnybrook Stadium genügte nicht mehr den Ansprüchen. Am 29. Mai 2010 war die RDS Austragungsort des Finalspiels der Magners League 2009/10, bei dem Leinster Rugby den Ospreys mit 12:17 unterlag. Eine weitere knappe Niederlage gegen die Ospreys (30:31) gab es am 27. Mai 2012 im Finale der Pro12 2011/12. Am 25. Mai 2013 konnte Leinster Rugby schließlich in der RDS Arena den Meistertitel feiern, als das Team Ulster Rugby mit 24:18 geschlagen wurde. Acht Tage zuvor hatte Leinster Rugby in seinem Heimstadion das Finale des European Challenge Cup 2012/13 gegen Stade Français mit 34:13 für sich entschieden.
Von 2008 bis 2010 war die RDS Arena Austragungsort des Leinster Schools Senior Cup, am 21. November 2009 eines Länderspiels zwischen Irland und Fidschi.

### Reitsport
Das Stadion war ursprünglich errichtet worden, um hier Reitsportveranstaltungen durchzuführen. Seit 1868 wird hier jedes Jahr die Dublin Horse Show durchgeführt. Ebenso fanden 1982 in der RDS Arena die Weltmeisterschaften im Springreiten statt.

### Konzerte
Die RDS Arena wird in den Sommermonaten häufig als Veranstaltungsort für Freiluftkonzerte genutzt. Es spielten hier u. a. Bon Jovi (2011, 2019), Boyzone (1999 und 2008), Britney Spears (2004), Bruce Springsteen (2003, 2008, 2009, 2012, 2023), Elton John (1984, 2005), Guns n’ Roses (2006), Iron Maiden (2005), Korn (2002), Michael Jackson (1997), Paul McCartney (2010), P!nk (2010), Prince (1992), Queen (1979), Radiohead (1997), Rod Stewart (2013), Simple Minds (1989), Take That (2006), Tina Turner (1990, 2000), U2 (1993) und Van Halen (1995, 1996).

### Sonstiges
Im Juni 2012 war die RDS Arena Austragungsort des einwöchigen Eucharistischen Weltkongresses.